# Talal av Jordanien
Talal av Jordanien, född 26 februari 1909 i Mecka, död 7 juli 1972 i Istanbul, var kung av Jordanien 1951–1952. 
Han var son till Abdullah I av Jordanien och efterträdde sin far 1951, som mördades den 20 juli detta år i Jerusalem, då han skulle förrätta fredagsbönen i Al-Aqsamoskén.
Han var oberäknelig och våldsam till humöret och redan tidigt hade det stått klart att Talal inte var psykiskt frisk. 
Hans hustru, drottning Zain, och parets tre söner flyttade ut ur det kungliga palatset och Zain vågade inte låta honom träffa sina barn. Till sist lyckades hon genomdriva att parlamentet tog ifrån Talal hans kungatitel och han tvingades abdikera den 11 augusti 1952. Parets äldste son, den blott 16-årige Hussein av Jordanien utropades till kung och Talal skickades i exil till Turkiet. 
Talal anses ha bidragit till att förbättra Jordaniens spända relationer med Egypten och Saudiarabien.

## Familj
Talal gifte sig 1934 med Zain al-Sharaf bint Jamil.
Barn:
1. Hussein av Jordanien (1935–1999)
2. Mohammed (född 2 oktober 1940)
3. Hassan (född 20 mars 1947)
4. Basma (född 11 maj 1951)